# پی‌جی‌پی (نرم‌افزار)
حریم‌خصوصی بسیار خوب (به انگلیسی: Pretty Good Privacy) با کوته‌نوشت پی‌جی‌پی (به انگلیسی: PGP) یک نرم‌افزار رمزنگاری است که در فرایندهای انتقال داده، احراز هویت و حریم خصوصی را از طریق رمزنگاری فراهم می‌کند. از نرم‌افزار PGP برای امضا‌کردن، رمزگذاری و رمزگشایی متن‌ها، ایمیل‌ها، فایل‌ها، دایرکتوری‌ها، و کل پارتیشن یک دیسک، و همچنین افزایش امنیت ارتباطات ایمیلی استفاده می‌شود.
PGP در سال ۱۹۹۱ توسط فیل زیمرمن  ساخته و به صورت رایگان برای بارگذاری در اینترنت قرار داده شد. نسخه ابتدایی این نرم‌افزار همچنان به صورت رایگان قابل دریافت است.
برگزیدن نام این نرم‌افزار توسط زیمرمن از نام یک فروشگاه‌های زنجیره‌ای خرده‌فروشی در شهر خیالی لیک وبگان  در داستان‌های گریسون کیلر  صورت گرفته‌است.

روش رمزگذاری و رمزگشایی نرم‌افزار پی‌جی‌پی

این نرم‌افزار شناسایی هویت گیرنده و فرستنده داده‌ها را در جابجایی و تبادل آن‌ها کنترل و حفظ حریم خصوصی را تضمین می‌کند.
نرم‌افزار پی‌جی‌پی باز  محصول مشابه و دنباله‌رو نرم‌افزار استاندارد پی‌جی‌پی و برای رمزنگاری و رمزگذاری داده‌ها از آن استفاده می‌شود.
در ژوئن ۲۰۱۰ شرکت پی‌جی‌پی توسط شرکت نورتون لایف لاک ( سیمنتک سابق )  خریداری شد و دریافت رایگان نسخه‌های بعدی این نرم‌افزار متوقف شد.

## کارکرد
رمزگذاری در پی‌جی‌پی از ترکیب پشت‌هم تابع درهم‌ساز رمزنگارانه، فشرده‌سازی داده‌ها، الگوریتم کلید متقارن و رمزنگاری کلید عمومی استفاده می‌کند. هر مرحله از یکی از چند الگوریتم پشتیبانی شده بهره می‌برد. کلیدهای عمومی همواره به یک نام کاربری یا آدرس یک رایانامه پیوند دارند.
نرم‌افزار پی‌چی‌پی بیشتر برای حفاظت و افزایش امنیت موارد زیر مورد استفاده قرار می‌گیرد:
- امضای دیجیتال داده ها
- رمزگذاری و رمزنگاری تکست ها
- رایانامه ها
- پرونده‌های دیجیتال
- پوشه‌های دیجیتال
- دیسک سخت و اجزاء آن

## واژه‌نامه
1. ↑  Phil Zimmermann
2. ↑  Ralph's Pretty Good Grocery
3. ↑  Lake Wobegon
4. ↑  Garrison Keillor
5. ↑  OpenPGP
6. ↑  Symantec Corporation
7. ↑  GNU Privacy Guard
8. ↑  Key server
9. ↑  Public-key cryptography
10. ↑  S/MIME